# ليال راقصة (فلم)
ليال راقصة (بالإنجليزية: Boogie Nights) هو فيلم دراما، وفيلم رفقاء ‏
أُصدر في 1997، و4 يونيو 1998، في ألمانيا. الفيلم من إنتاج نيو لاين سينما، وLawrence Gordon Productions ‏، ومن توزيع نيو لاين سينما، وقد أخرجه بول توماس أندرسون، وكَتَب السيناريو بول توماس أندرسون.

## القصة
في عام ١٩٧٧، يعيش إيدي آدامز، الذي ترك المدرسة الثانوية، مع والده ووالدته التي تُسيء إليه عاطفيًا وجسديًا في تورانس، كاليفورنيا. يعمل في ملهى ليلي في ريسيدا يملكه موريس رودريغيز، حيث يلتقي بمخرج الأفلام الإباحية جاك هورنر. يرغب جاك في إدخال إيدي إلى عالم الأفلام الإباحية، فيختبره بمشاهدته وهو يمارس الجنس مع رولرغيرل، وهي نجمة أفلام إباحية شابة ترتدي دائمًا أحذية التزلج.
بعد شجار مع والدته المدمنة على الكحول، ينتقل إيدي للعيش مع جاك في منزله في وادي سان فرناندو. يُطلق على نفسه اسم "ديرك ديغلر" على الشاشة ويصبح نجمًا بفضل وسامته وجاذبيته الشبابية وعضوه الذكري الضخم بشكل غير طبيعي. يسمح له نجاحه بشراء منزل جديد وخزانة ملابس واسعة وسيارة شيفروليه كورفيت موديل ١٩٧٧ "برتقالية للمنافسة". مع صديقه وزميله في البطولة ريد روتشيلد، يُقدم ديرك سلسلة من الأفلام الإباحية الناجحة ذات الطابع الأكشن. يعمل ويتواصل اجتماعيًا مع آخرين من صناعة الأفلام الإباحية، ويعيشون أنماط حياة خالية من الهموم في عصر الديسكو في أواخر السبعينيات. أثناء حضوره حفلة ليلة رأس السنة في منزل هورنر في 31 ديسمبر 1979، يكتشف مساعد المخرج ليتل بيل تومسون أن زوجته الخائنة تمارس الجنس مع رجل آخر. بيل، الذي سئم من الخيانة المتكررة، أطلق النار على الزوجين وانتحر.
بدأ ديرك وريد بتعاطي الكوكايين بشكل منتظم. ويجد ديرك صعوبة متزايدة في تحقيق الانتصاب، ويدخل في تقلبات مزاجية عنيفة، وينزعج من جوني دو، وهو نجم منافس جنده جاك مؤخرًا، والذي يخشى ديرك أن يحل محله. في عام 1983، بعد جدال مع جاك، طُرد ديرك وانطلق مع ريد لبدء مسيرة موسيقية مع سكوتي، مشغل أجهزة الراديو الذي يحب ديرك. يرفض جاك عروضًا تجارية من فلويد غوندولي، قطب المسرح المحلي الذي يُصرّ على خفض التكاليف بالتصوير على أشرطة الفيديو بدلًا من أرشيف الأفلام، لاعتقاده أن الفيديو سيُقلل من جودة أفلامه.
بعد سجن صديقه ومموله، الكولونيل جيمس، بتهمة حيازة مواد إباحية للأطفال، يتعاون جاك مع غوندولي، لكنه يُصاب بخيبة أمل من العمل المُتوقع منه. يتضمن أحد هذه المشاريع ركوب جاك ورولرغيرل في سيارة ليموزين، بحثًا عن رجال عشوائيين لممارسة الجنس معهم، بينما يُصوّرها طاقم العمل. يتعرّف أحد الرجال على رولرغيرل كزميلة سابقة في المدرسة الثانوية، وبعد محاولة فاشلة لممارسة الجنس، يُهينها هي وجاك. يهاجم كلٌّ من جاك ورولرغيرل الرجل، ويتركانه مُدمى على الرصيف.
تخوض البطلة آمبر ويفز معركة حضانة مع زوجها السابق. تُقرر المحكمة أنها أم غير صالحة بسبب انخراطها في صناعة المواد الإباحية، وسجلها الجنائي، وإدمانها على الكوكايين. يتزوج باك سووب من زميلته نجمة الأفلام الإباحية جيسي سانت فنسنت، التي تصبح حاملاً. بسبب ماضيه كمنتج أفلام إباحية، يُحرم باك من قرض بنكي ولا يمكنه فتح متجره الخاص لمعدات الاستريو. في تلك الليلة، يجد نفسه وسط عملية سطو في متجر دونات يُقتل فيها البائع واللص وزبون مسلح. باك هو الناجي الوحيد ويهرب بالمال.
بعد أن أنفقا معظم أموالهما على المخدرات، يعجز ديرك وريد عن دفع ثمن شرائط تجريبية لاستوديو تسجيل يعتقدان أنها ستمكنهما من أن يصبحا نجمين موسيقيين. يائسًا من المال، يلجأ ديرك إلى الدعارة، لكنه يتعرض للاعتداء والسرقة من قبل ثلاثة رجال. يحاول ديرك وريد وصديقهما تود باركر الاحتيال على تاجر المخدرات المحلي راهاد جاكسون في منزله عن طريق بيع نصف كيلوغرام من صودا الخبز مُموّهة على أنها كوكايين. يعتزم ديرك وريد المغادرة سريعًا قبل أن يتفقد الحارس الشخصي لراهاد المكان، لكن تود، وهو مخدّر ومسلّح، يحاول سرقة المزيد من المال، بالإضافة إلى بعض المخدرات، من راهاد. في تبادل إطلاق النار الذي تلا ذلك، قتل تود الحارس الشخصي لراهاد، وقُتل على يد راهاد، بينما نجا ديرك وريد بأعجوبة. عاد ديرك إلى منزل جاك وتصالحا.
في عام ١٩٨٤، صوّرت آمبر الإعلان التلفزيوني لافتتاح متجر باك، وتلقّت رولرغيرل دورة في تطوير التعليم العام، وافتتح موريس ملهىً ليليًا مع إخوته، وقدّم ريد عروضًا سحرية في نادٍ للتعرّي، وأنجبت جيسي ابنها من باك. يستعد ديرك وجاك وآمبر لبدء التصوير مجددًا.

## طاقم التمثيل
- مارك والبيرغ
- توني تيديشي [الإنجليزية]‏
- فيرونيكا هارت  [لغات أخرى]‏
- نينا هارتلي
- لوريل هولومان
- نيكول آري باركر
- جوانا جليسون
- مايكل جيس
- روبرت داوني سينيور
- توم لينك
- سكاي بلو  [لغات أخرى]‏
- آن فليتشر
- جون دوي  [لغات أخرى]‏
- جون بريون
- شانون رو [الإنجليزية]‏
- توماس جين
- هيذر غراهام
- دون شيدل
- جون ك. رايلي
- بيرت رينولدز
- جوليان مور
- ألفريد مولينا
- فيليب سيمور هوفمان
- ويليام ميسي
- فيليب بيكر هول
- لويس غوزمان
- ميلورا والترز
- ريكي جاي  [لغات أخرى]‏
- جاك رايلي [الإنجليزية]‏

## الإنتاج

### التصوير
صوّر الفيلم في كاليفورنيا، ولوس أنجلوس، وكان روبرت إلسويت مديرًا لتصوير الفيلم.

## الاستقبال

### الجوائز والترشيحات
الجوائز
الترشيحات
- جائزة الأوسكار لأفضل ممثلة مساعدة، المُرشَّح: جوليان مور، في: حفل توزيع جوائز الأوسكار السبعون
- جائزة الأوسكار لأفضل ممثل مساعد، المُرشَّح: بيرت رينولدز، في: حفل توزيع جوائز الأوسكار السبعون
- جائزة الأوسكار لأفضل كتابة "سيناريو أصلي"، المُرشَّح: بول توماس أندرسون، في: حفل توزيع جوائز الأوسكار السبعون

## روابط خارجية
- مقالات تستعمل روابط فنية بلا صلة مع ويكي بيانات